# 潛水橋 (橋樑類型)

潛水橋原理圖示

潛水橋（submersible bridge）又稱沉下橋，是一種開啓橋，當有船隻通過時，這種橋的橋面會沉入水面以下，船隻通過以後橋面會再次升起讓車輛行人通過。相對於其他的開啓橋，其優點是對船隻的高度沒有限制，但對吃水深度有限制。

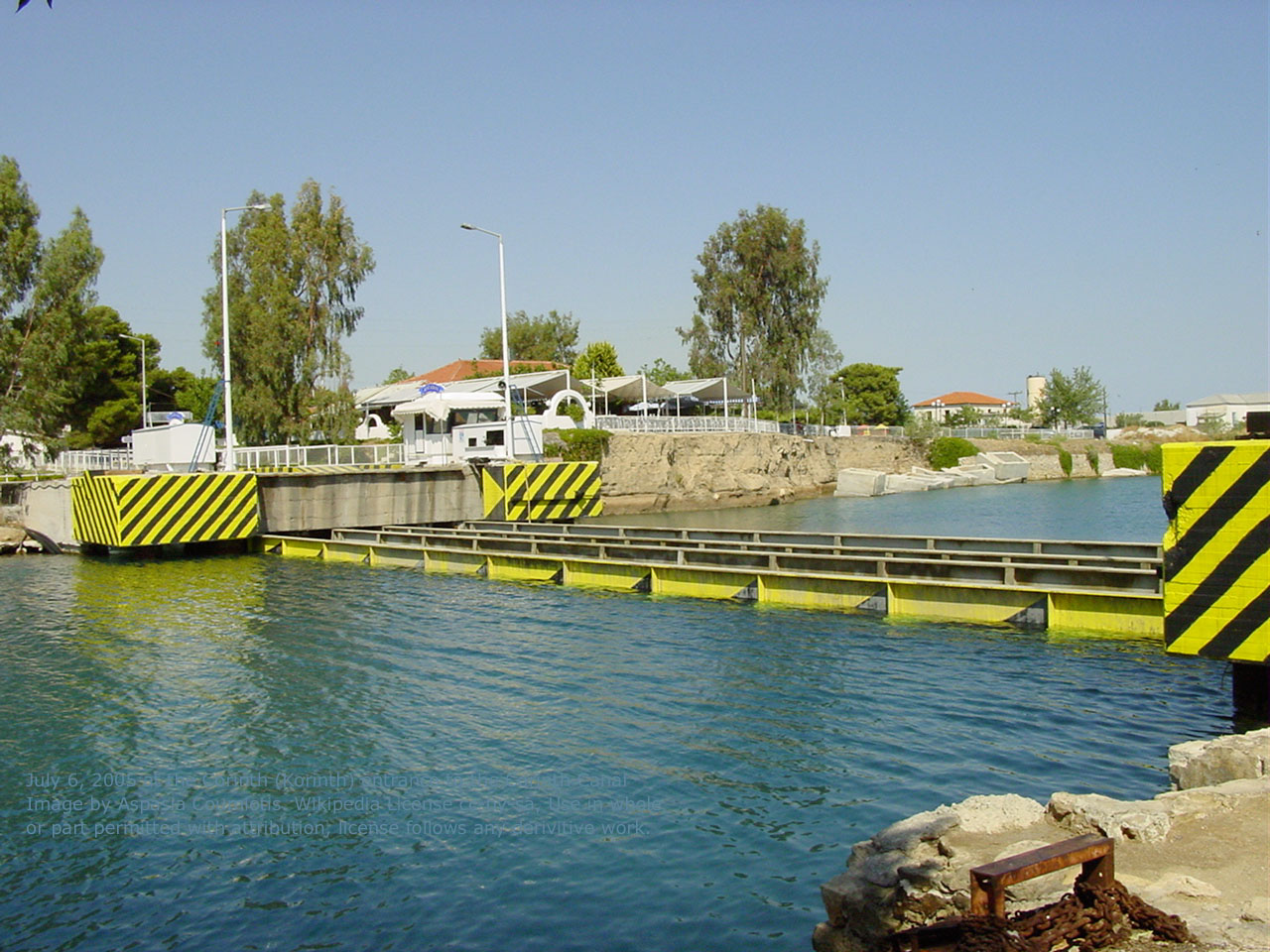
希臘科林斯運河上的一座潛水橋的橋面正在下降，位於科林斯
科林斯運河橋的動畫